# Jin'ya Nishikata
Jin'ya Nishikata (Nozawaonsen, 4 dicembre 1968) è un ex saltatore con gli sci giapponese.

## Biografia
In Coppa del Mondo esordì il 30 dicembre 1987 a Oberstdorf (108°), ottenne il primo podio il 17 dicembre 1993 a Courchevel (2°) e l'unica vittoria il 2 marzo 1996 a Lahti.
In carriera prese parte a un'edizione dei Giochi olimpici invernali, Lillehammer 1994 (8° nel trampolino normale, 8° nel trampolino lungo, 2° nella gara a squadre), a due dei Campionati mondiali, vincendo una medaglia, e a due dei Mondiali di volo (10° a Tauplitz 1996 il miglior risultato).

## Palmarès

### Olimpiadi
- 1 medaglia:
  - 1 argento (gara a squadre a Lillehammer 1994)

### Mondiali
- 1 medaglia:
  - 1 bronzo (gara a squadre a Thunder Bay 1995)

### Coppa del Mondo
- Miglior piazzamento in classifica generale: 8º nel 1994
- 8 podi (4 individuali, 4 a squadre):
  - 1 vittoria (a squadre)
  - 5 secondi posti (3 individuali, 2 a squadre)
  - 2 terzi posti (1 individuale, 1 a squadre)

#### Coppa del Mondo - vittorie
| Data         | Località | Nazione   | Trampolino                                                             |
| ------------ | -------- | --------- | ---------------------------------------------------------------------- |
| 2 marzo 1996 | Lahti    | Finlandia | Salpausselkä K114 (con Takanobu Okabe, Masahiko Harada e Hiroya Saitō) |